# Pristimantis mindo
O Pristimantis mindo é uma espécie de anuro da família Craugastoridae. Habita florestas montanhosas e nubladas do noroeste do Equador.